# Éric Valli
Pour les articles homonymes, voir Valli (homonymie).
Eric Valli est un photographe, réalisateur et scénariste français né le 21 décembre 1952 à Dijon. Il a consacré l'essentiel de sa carrière à raconter la relation harmonieuse que l'homme entretient avec la nature. Spécialiste des pays et des populations de l’Himalaya, il est reconnu comme l’un des plus grands photographes et documentaristes de cette région du monde. À la fin des années 1980, son prestigieux reportage Chasseurs de miel lui a notamment permis de se faire connaître du grand public. En 1999, avec le film Himalaya, l’enfance d’un chef, Eric Valli rend un magnifique hommage à sa terre d’adoption et accède à la consécration internationale.

## Biographie
Dans ses jeunes années, Eric Valli se passionne pour les récits littéraires d’aventuriers et d’explorateurs tels que Jack London, Henry de Monfreid et autre Alexandra David-Néel. Si bien qu'en 1969, à 17 ans, il décide d’abandonner son métier d’ébéniste pour laisser libre cours à sa passion des grands espaces. Il organise alors un premier périple au Liban. Par suite, deux ans plus tard, Eric Valli rejoint Kaboul en auto-stop, parcourt l’Afghanistan à cheval, traverse le Pakistan et l’Inde, puis pose ses bagages en 1973 à Katmandou au Népal. « À partir de là, c'est fini : tu te dis que tu ne peux plus rentrer dans ta petite boîte. » Et si la photo n'est alors pour lui qu’un loisir, un moyen d’aller plus loin, ailleurs, de découvrir d’autres horizons, sa rencontre avec le Népal marquera le début de sa carrière de photographe en lui fournissant la matière de ses premiers reportages. Depuis, il y a effectué de nombreux périples et a vécu une quinzaine d’années auprès des populations locales : « La découverte de ce pays a tout bouleversé. J'ai appris leur langue, je me suis mis à faire des reportages photo, des livres, des films documentaires. »
Mais ce n’est que tout au début des années 1980, poussé par une amie, qu'il montrera ses clichés à Hervé de La Martinière, éditeur chez Hachette Réalités. Eric Valli vient de passer un an et demi dans le Tsangbou, une vallée du nord du Népal, au contact d'une ethnie tibétaine. De cette expédition et de cette rencontre sortira un premier ouvrage photographique : Tsangbou, entre Népal et Tibet. Les années qui suivirent conduiront Eric Valli jusqu’au pays des Gurungs où il immortalisera le quotidien d'un vieil homme, Mani Lâl, accroché à une échelle de corde pour collecter du miel le long d'une falaise truffée d'essaims d'abeilles. Un art ancestral, « préhistorique », diront les magazines de l'époque. En 1988, ce reportage à succès deviendra son quatrième livre : Chasseurs de miel. À l’image de ce témoignage photographique, les principaux travaux d'Éric Valli ont tous été le fruit d'immersions au long cours, sa marque de fabrique : « J'aime prendre les mêmes risques que les gens dont je raconte l'histoire, me faire piquer par les mêmes puces et les mêmes abeilles, transpirer comme eux, parler la même langue, coucher dans la même grotte, manger les mêmes racines... Tu développes ainsi une complicité incomparable, tu fais partie du même clan. »
À 36 ans, toujours porté par l’envie de montrer la beauté, la dignité et le courage humains plutôt que le sordide, Eric Valli réalise un court métrage documentaire sur les mêmes chasseurs de miel qui viennent de faire sa notoriété de photographe. Puis, deux ans plus tard, suivra Chasseurs des ténèbres où il filme l'agilité de pêcheurs malais récoltant dans une vaste grotte des nids d'hirondelle à l’aide d'échafaudages de bambou. Dans le prolongement d’un travail de collaboration avec Jean-Jacques Annaud sur le tournage de Sept ans au Tibet, Eric Valli livrera en 1999 un premier long métrage mettant en scène « une histoire universelle, puisqu'il s'agit d'un conflit de générations entre le respect de la tradition et le désir de la bousculer. C'est une sorte de fiction naturelle, de western tibétain, avec des personnages comme on peut en rencontrer chez Jack London ou Joseph Conrad ». Tourné dans la région montagneuse du Dolpo, Himalaya, l’enfance d’un chef sonne comme un retour aux sources pour le réalisateur alors âgé de 46 ans : « J'avais déjà consacré deux livres à la région, Dolpo, le pays caché et Entre Népal et Tibet. Et puis, réaliser des documentaires, c'est très bien, mais cela comporte aussi des frustrations, parce qu'on n'arrive pas à traduire certaines émotions. Or mon rapport à ce pays et à ces gens tient avant tout de l'histoire d'amour. »
Depuis 1981, Eric Valli a photographié et filmé certains lieux parmi les plus inaccessibles au monde, travaillant pour des titres tels que National Geographic, Life, GEO, Paris Match, Stern, le magazine Smithsonian et le Sunday Times de Londres. Il a publié de nombreux livres, tourné des documentaires, deux films longs métrages et réalisé des travaux commerciaux pour Hermès, Louis Vuitton, Biotherm, Swarovski ou encore Nespresso. Son travail a été récompensé par plusieurs prix parmi les plus prestigieux : « Je voyais l’Himalaya comme une barrière. Je me trompais. »

## Publications en français
- 1981 : Tsangbou, entre Népal et Tibet, en collaboration avec Christine de Cherisey, Éditions Hachette
- 1982 : Tsiza et les caravanes: au Népal, en collaboration avec Christine de Cherisey, Éditions Larousse
- 1986 : Dolpo, le pays caché, en collaboration avec Diane Summers, Éditions du Chêne
- 1988 : Chasseurs de miel, en collaboration avec Diane Summers, Éditions Nathan
- 1990 : Chasseurs des ténèbres, en collaboration avec Diane Summers, Éditions Nathan
- 1994 : Les voyageurs du sel, en collaboration avec Diane Summers et Tenzing Norbu Lama, Éditions de La Martinière
- 1998 : Nomades du miel, Éditions de La Martinière
- 2000 : Himalaya, l’enfance d’un chef (album jeunesse), en collaboration avec Olivier Dazat, Justine de Lagausie et Tenzing Norbu Lama, Éditions Milan
- 2001 : Himalaya, l’enfance d’un chef, en collaboration avec Debra Kellner et Tenzing Norbu Lama, Éditions de La Martinière
- 2001 : Princesses de la forêt, en collaboration avec Debra Kellner, Éditions de La Martinière
- 2001 : Himalaya, en collaboration avec Anne de Salles et Tenzing Norbu Lama, Éditions de La Martinière
- 2005 : Voyage et photographie, en collaboration avec Sophie Troubac, Tenzing Norbu Lama et Jonathan Sly, Éditions Wind Horse
- 2006 : La piste, en collaboration avec Debra Kellner, Éditions du Chêne
- 2006 : Le ciel sera mon toit, en collaboration avec Sophie Troubac, Éditions Gallimard
- 2007 : Thaïlande, neuf jours dans le royaume, ouvrage collectif, Éditions du Pacifique
- 2010 : Derrière l'objectif d'Éric Valli, photos et propos, Éditions Hoëbeke[8]
- 2011 : Rencontres hors du temps, en collaboration avec Aurélie Taupin, Éditions de La Martinière

## Filmographie française
- 1989 : Chasseurs de miel, réalisateur, en collaboration avec Diane Summers, Alain Majani d'Inguimbert et Eric Neuhoff, court métrage documentaire
- 1991 : Chasseurs des ténèbres, producteur et réalisateur, en collaboration avec Alain Majani d'Inguimbert, court métrage documentaire
- 1997 : Sept Ans au Tibet, de Jean-Jacques Annaud, en tant que directeur d’unité (deuxième équipe), film long métrage
- 1999 : Himalaya, l’enfance d’un chef, scénariste et réalisateur, en collaboration avec Michel Debats, coproduction népalaise, film long métrage
- 2002 : Chasseurs d’éternel, réalisateur, en collaboration avec Diane Summers, Alain Majani d'Inguimbert et Eric Neuhoff, courts métrages documentaires
- 2003 : Les Vagabonds de la forêt, scénariste et réalisateur, en collaboration avec Debra Kellner, documentaire moyen métrage
- 2006 : La Piste, scénariste et réalisateur, en collaboration avec Philippe Lyon et Armand Amar, film long métrage
- 2006-2010 : Vu du ciel, réalisateur, en collaboration avec Yann Arthus-Bertrand, série de documentaires pour la télévision
- 2011 : Yarsagumbu, l'or de l'Himalaya, producteur et réalisateur, coproduction chinoise, documentaire moyen métrage
- 2018 : Népal, par-delà les nuages, réalisateur, documentaire moyen métrage

## Prix et distinctions
- 1988 : World Press Photo, 1er prix dans la catégorie Nature pour le reportage photographique Chasseurs de miel[9]
- 1989 : World Press Photo, 2e prix dans la catégorie Vie quotidienne pour le reportage photographique Enfants de la poussière[9]
- 1989 : Lauréat de l'Association Internationale du Documentaire (IDA) dans la catégorie Meilleur court métrage pour Chasseurs de miel[10]
- 1991 : World Press Photo, 2e prix dans la catégorie Nature pour le reportage photographique Chasseurs des ténèbres[9]
- 1992 : Nomination aux Oscars dans la catégorie Meilleur court métrage documentaire pour Chasseurs des ténèbres[10]
- 1995 : Prix de l'Aide à la Création de la Fondation Gan pour le Cinéma pour Himalaya, l'enfance d'un chef[11]
- 1999 : Prix du Public au Flanders International Film Festival pour Himalaya, l'enfance d'un chef[11]
- 2000 : Prix du Public au Canberra International Film Festival pour Himalaya, l'enfance d'un chef[11]
- 2000 : Nomination aux Oscars dans la catégorie Meilleur film étranger pour Himalaya, l'enfance d'un chef[10]
- 2000 : Lauréat aux Césars dans la catégorie Meilleure musique pour Himalaya, l'enfance d'un chef[12]
- 2000 : Lauréat aux Césars dans la catégorie Meilleure photographie pour Himalaya, l'enfance d'un chef[12]